# 阿卜杜勒·哈米德號潛艇
| 諾頓費爾特級鄂圖曼潛艇「阿卜杜勒·哈米德號」 （1886）是史上第一艘在水下發射魚雷的潜艇 |                                               |
| 历史                                                                                 |                                               |
| 鄂圖曼帝國                                                                           |                                               |
| 艦名                                                                                 | Abdül Hamid                                   |
| 艦名出處                                                                             | 蘇丹 阿卜杜勒-哈米德二世                      |
| 下水日期                                                                             | 1880年9月6日                                  |
| 启用                                                                                 | 1881年3月24日                                 |
| 停用                                                                                 | 1910                                          |
| 结局                                                                                 | 1910年報廢                                    |
| 技术数据                                                                             |                                               |
| 船級                                                                                 | 諾頓費特                                      |
| 排水量                                                                               | 100英噸                                       |
| 船長                                                                                 | 30.5米（100英尺）                             |
| 型宽                                                                                 | 6米（20英尺）                                 |
| 動力來源                                                                             | 50馬力，蘭姆燃煤蒸汽引擎                      |
| 船速                                                                                 | - 6 kn（11 km/h） 水面 - 4 kn（7.4 km/h）水下 |
| 潛航深度                                                                             | 160英尺（49米）                               |
| 武器裝備                                                                             | - 兩具356毫米魚雷發射管 - 兩門35毫米機槍      |

阿卜杜勒·哈米德號潛艇（Abdül Hamid ）是1880年在英國巴羅造船廠建造的一艘早期蒸汽動力潛艇。該潛艇被鄂圖曼帝國海軍買下後投入使用，並以蘇丹阿卜杜勒·哈米德二世的名字命名。它也是世界上第一艘在水下發射實彈魚雷的潛艇。

## 歷史

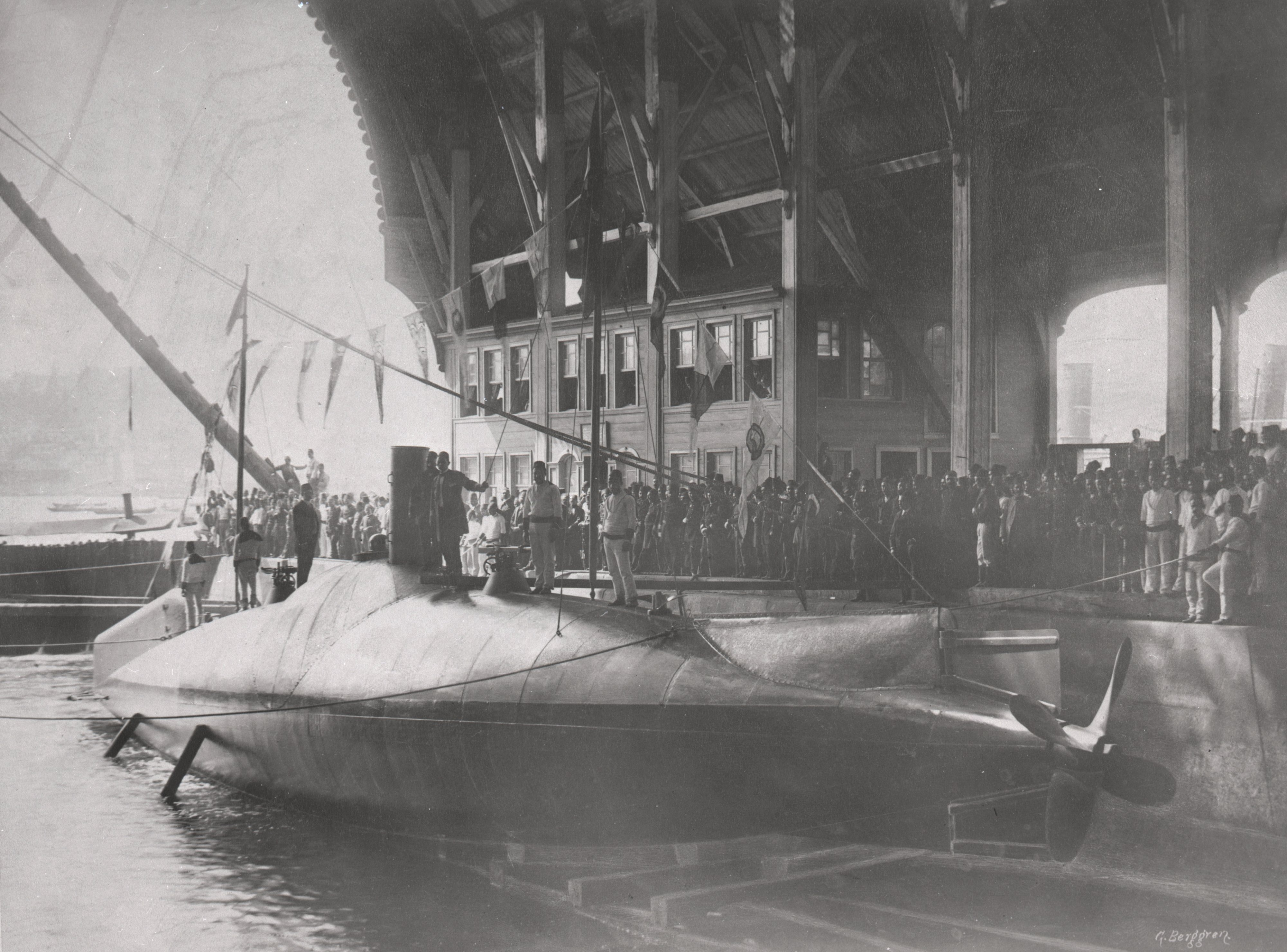
鄂圖曼潛艇「阿卜杜勒·哈米德號」位於君士坦丁堡（伊斯坦堡）的塔斯基扎克海軍造船廠（Taşkızak Naval Shipyard），1886 年

鄂圖曼帝國因應19世紀新興技術的出現而推行了各種軍事現代化改革。蘇丹阿卜杜勒·哈米德二世指示海軍部長（Bahriye Nazırı）博茲卡達勒·哈桑·胡斯尼·帕夏（Bozcaadalı Hasan Hüsnü Paşa ）為海軍購置這些使用新技術的船艦。此外，希臘對購買潛艇的興趣也是促使阿卜杜勒-哈米德二世購買這些船艦的因素，為了建立更強大的海軍來保護其愛琴海的資產。
巴羅造船廠建造了兩艘採蒸汽機動力的船艦，由瑞典實業家和軍火商托斯頓·諾登費爾特設計，最後分別賣給了鄂圖曼帝國和俄羅斯。不過俄羅斯的潛艇在交付航行途中在丹麥的日德蘭半島海岸沉沒。
阿卜杜勒·哈米德號被拆解後，在君士坦丁堡金角灣沿岸的塔什克扎克海軍造船廠（土耳其語：Taşkızak Tersanesi）重新組裝，由其英國設計師喬治·加勒特（George Garrett）監督。另一艘諾登費特級（Nordenfelt class）的阿卜杜勒·梅西德號（Abdül Mecid）也在同一時間建造，後來也交付給鄂圖曼帝國海軍。
阿卜杜勒·哈米德號於1886年9月6日在金角灣沿線，在眾多國際政要面前首次下水。1887年2月5日進行了初步的潛水測試。三次潛水均嘗試成功，每次下潛20秒，只留半球形的導航員座艙在水面上。在1888年初的另一次試航中，該潛艇能夠航行在塞拉格里奥角附近的強大海流中，速度高達10節，並成功以一枚魚雷擊沉舊靶船。這些潛艇經伊茲密特海軍基地（Izmit naval base）多次測試檢驗後，在1888年3月24日的授旗儀式上正式加入鄂圖曼海軍。

## 技術細節
阿卜杜勒·哈米德號由一台旋轉單螺桿的蘭姆燃煤蒸汽引擎（Lamm steam engine）來推進，功率為250馬力，攜帶了兩具356毫米魚雷發射管和兩門35毫米機槍。

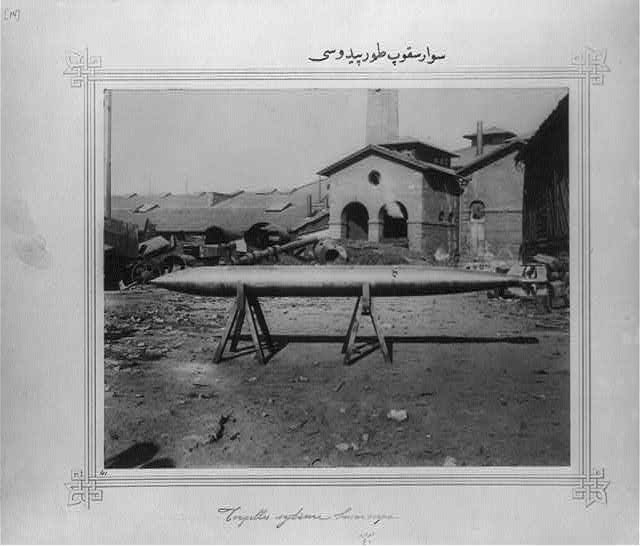
鄂圖曼潛艇阿卜杜勒·哈米德號和阿卜杜勒·梅西德號所使用的其中一枚魚雷。

潛艇總共可以攜帶8英噸煤炭作為燃料，並且可以潛至160英尺深，長30.5m，寬6m，重100噸，平常船員有7人，最大水面速度為6節，水下最大速度為4節
為了準備潛水，船員必須關閉汽鍋並拉下煙囪。在水面航行時加壓的儲氣箱被用來在水下推動潛艇一小段距離，因此只能在水下停留幾分鐘。潛艇有多個魚雷發射管，皆位於甲板上。
事實證明，這些潛艇並不適合戰鬥，因其速度和下潛範圍在最佳狀況下仍有所限制，且其平衡性差，尤其在發射魚雷時更糟。
據報導，阿卜杜勒·哈米德號和阿卜杜勒·梅西德號到 1909 年已無法使用。1914年，德國軍事代表團曾短暫考慮將這些潛艇用於港口防禦，但發現船體銹蝕過於嚴重而作罷。 

## 外部連結
- Turkish Submarine Command （页面存档备份，存于）
- Ottoman ships